# Acadèmia Talmúdica Marsha Stern
LAcadèmia Talmúdica Marsha Stern, també coneguda com a Yeshiva University High School for Boys i Acadèmia Talmúdica de Manhattan, és una escola secundària jueva ortodoxa i una ieixivà. L'acadèmia talmúdica, està situada al barri de Manhattan, és un institut preparatori pels futurs alumnes de la Yeshiva University, l'escola està situada al barri de Washington Heights, en el districte de Manhattan de la ciutat de Nova York.

## Història
L'Acadèmia Talmúdica de Manhattan va ser fundada el 1916 pel Rabí Bernard Revel. Va ser la primera escola secundària jueva acadèmica a Amèrica, i la primera en oferir un pla d'estudis dual, que ara és habitual a les escoles jueves, d'ensenyament jueu i d'estudis seculars. El col·legi originalment estava situat al Lower East Side de Manhattan, i es va traslladar a Washington Heights amb la resta de la ieixivà a finals de la dècada dels anys 20.

## Edifici
L'edifici estava originalment planejat només per acollir una escola secundària, però va ser compartit amb les altres escoles de la Yeshiva University durant molts anys, abans que el campus s'expandís, actualment aquest edifici està gairebé totalment ocupat per l'escola secundària i pels altres edificis del campus principal de la universitat que l'envolten. Actualment el cap de l'acadèmia és el Rabí Josh Kahn, i el director de la ieixivà és el Rabí Michael Taubes.

## Valors
Els principals valors de l'escola són els mateixos valors de la Yeshiva University, una filosofia anomenada Torà Umadà. Aquesta idea emfatitza l'ensenyament tant de la Torà com dels estudis seculars. Les classes que s'ensenyen tracten sobre els estudis jueus, incloent la Guemarà, el Talmud, el Tanakh, la Bíblia hebrea, i la Halacà (la Llei jueva). Aquestes classes s'imparteixen durant el matí. A la tarda, els estudiants participen en un programa d'estudis generals, moltes d'aquestes classes acaben amb algunes proves de nivell avançat.

## Estudis
L'escola ofereix classes matinals sobre la Guemarà i el Tanakh. A la tarda l'escola ofereix els estudis seculars, incloent l'assignatura d'història. Els estudiants de desè grau poden aprendre una mica d'història europea. Els estudiants de 11è grau poden aprendre cursos sobre càlcul, física, biologia i informàtica. Els estudiants de 12è grau aprenen l'assignatura d'història dels Estats Units, literatura anglesa, càlcul i economia. També s'ensenya hebreu modern i castellà. A més, els estudiants del darrer any tenen l'opció d'aprendre cursos al col·legi de la ieixivà, i a l'Escola de Negocis Sy Syms. Gairebé totes les classes que s'ofereixen dins de l'escola estan obertes als estudiants de diferents nivells, incloent a estudiants principiants, mitjans, i avançats.

## Activitats
Els estudiants de l'acadèmia poden participar en moltes activitats, es reuneixen després de l'escola i durant els esmorzars. L'escola té equips de bàsquet, hoquei, lluita lliure, esgrima, beisbol, softball, natació i futbol. Altres activitats dels alumnes inclouen jugar als escacs i realitzar impressions en 3D. Els estudiants de la ieixivà també editen diverses publicacions. Durant els últims anys l'escola ha enviat a alguns grups d'estudiants i a delegacions a països com Turquia, Alemanya, Polònia i Israel.